# ميغيل مندوزا
ميغيل مندوزا هو سباح فلبيني، ولد في 28 أبريل 1982 في مانيلا في الفلبين.

## روابط خارجية
- ميغيل مندوزا على موقع الاتحاد الدولي للسباحة (الإنجليزية)
- ميغيل مندوزا على موقع أوليمبيديا (الإنجليزية)